# غابرو

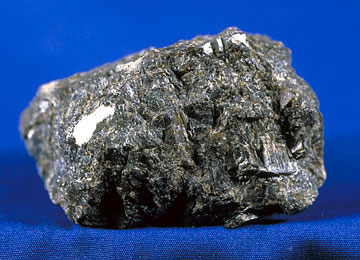
عينة من صخر الغابرو.

الكابرو أو الغابرو أو الصخر الجوفي القاعدي، هو صخر ناري جوفي خشن الحبيبات وغني بالمغنيسيوم والحديد، يتكون نتيجة التبريد البطيء للصهارة داخل كتلة بلورية كاملة تحت سطح الأرض. الجابرو الذي يبرد ببطء ويكون خشن الحبيبات يعادل كيميائيًا البازلت الذي يبرد بسرعة ويكون ناعم الحبيبات. يشكل الجابرو جزءًا كبيرًا من قشرة الأرض المحيطية، التي تتكون عند الحواف الوسطى للمحيطات. كما يُوجد الجابرو أيضًا ككتل جوفية مرتبطة بالبراكين القارية. نظرًا لطبيعته المتغيرة، قد يُستخدم مصطلح الجابرو بشكل فضفاض ليشمل مجموعة واسعة من الصخور الجوفية، العديد منها يُعتبر "جابروكي". الجابرو بالتشبيه التقريبي هو مثل البازلت كما أن الجرانيت هو مثل الريوليت.

## أصل الكلمة
استخدم مصطلح "جابرو" في ستينيات القرن الثامن عشر للإشارة إلى مجموعة من أنواع الصخور التي وُجدت في الأوفيوليتات في جبال الأبينيني في إيطاليا. وقد سُمّي هذا المصطلح نسبةً إلى قرية "جابرو" بالقرب من روزينانو ماريتيمو في توسكاني. وفي عام 1809، استخدم الجيولوجي الألماني كريستيان ليوبولد فون بوخ المصطلح بشكل أكثر تحديدًا في وصفه لهذه الصخور الأوفيوليتية الإيطالية. وقد أطلق اسم "جابرو" على الصخور التي كان الجيولوجيون في الوقت الحاضر سيطلقون عليها بشكل أكثر دقة "الميتاجابرو" (جابرو متحوّل).

## طريقة التكون

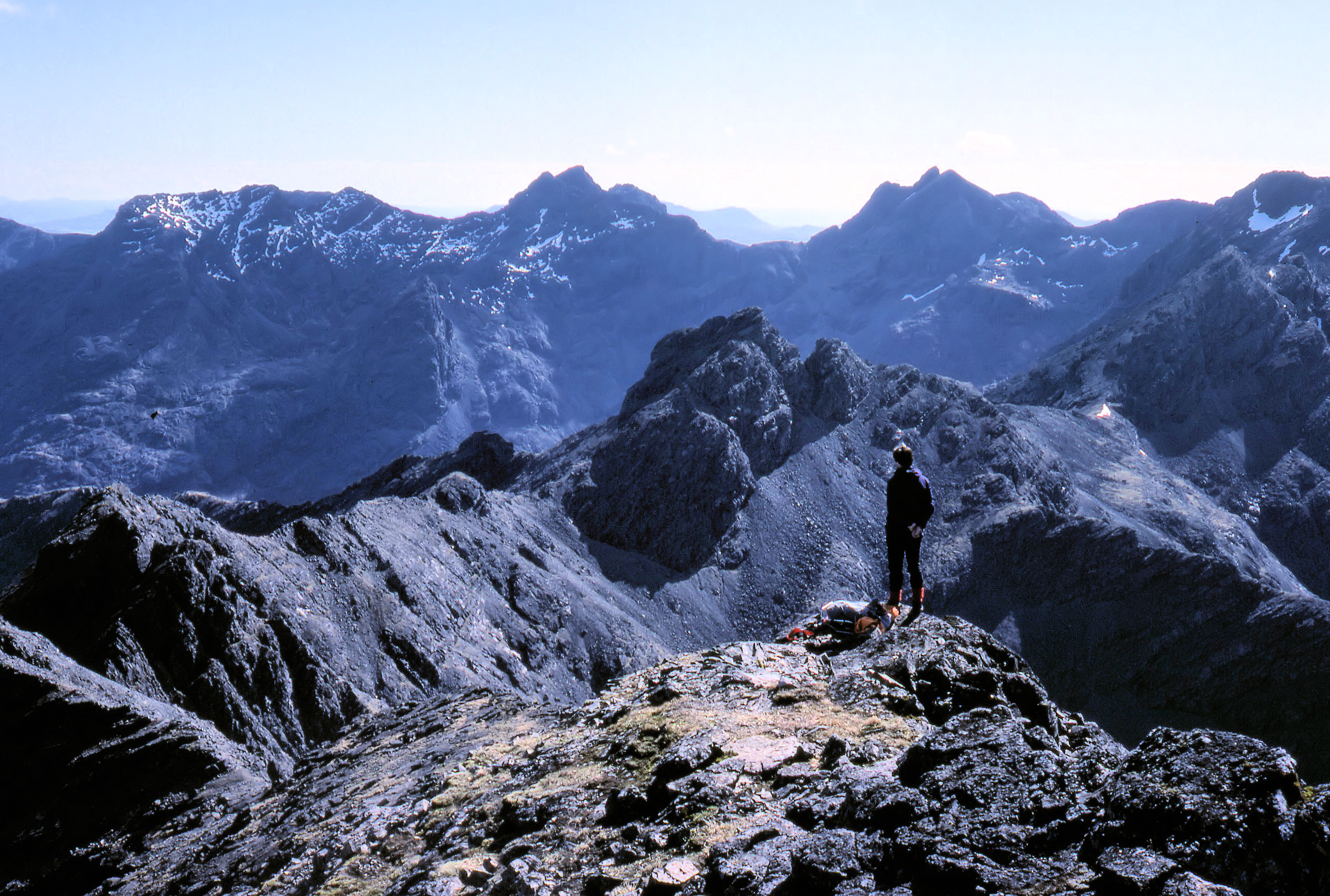
منظر طبيعي لصخور الغابرو - في السلسلة الجبلية الرئيسية في كويلين، جزيرة سكاي، اسكتلندا

يُعتبر الغابرو صخرًا واسع الانتشار، خاصة في القشرة المحيطية حيث يشكل جزءًا من تتابع الأوفيوليت. هذا التتابع يتواجد في قاع المحيط وينشأ على جانبي أخدود وسط المحيط. يتكون الغابرو عند تباعد الجدران في الحجرة الصهارية، حيث يتجمد في شكل كتل من البيريدوتيت المنصهر. وتتشكل الصخور في هذا التتابع مثل الحمم الوسائدية (pillow lavas) والقواطع الصفائحية (sheeted dykes) من البازلت الطافح الذي يكون في قمة التتابع. تتكون طبقة من الغابرو تحت كل محيطات العالم عبر ملايين السنين.
تتباين تكوينات الغابرو بناءً على النسبة بين مكوناته: فعند وجود المزيد من البيروكسين وقليل من البلاجيوكلاس، يتحول الغابرو إلى بيريدوتيت. أما إذا كان البيروكسين أقل والبلاجيوكلاس أكثر، فإنه يختلط ليصبح ديوريت.
يمكن أيضًا للغابرو أن يتدفق داخل السدود (sills) والقواطع (dykes)، وأحيانًا داخل مجمعات صفائحية ضخمة تعرف باللوبوليثات (lopoliths)، مثل تلك الموجودة في مجمّع بوشفيلد في جنوب أفريقيا، ومجمّع دولوث في منيسوتا الأميركية، ومجمّع روم في اسكتلندا.
وفي العديد من المواقع، يؤدي تبلور المعادن الثقيلة إلى تكوّن طبقات مميزة في الغابرو، حيث تتركز المعادن الداكنة في القاع والمعادن الفاتحة في القمة ضمن كل طبقة.

## الخصائص

### حجم الحبيبات
فانيري (ظاهر التبلور) خشن الحبيبات، وأحياناً بغماتيتي (كبير الحبيبات جداً).

### النسيج

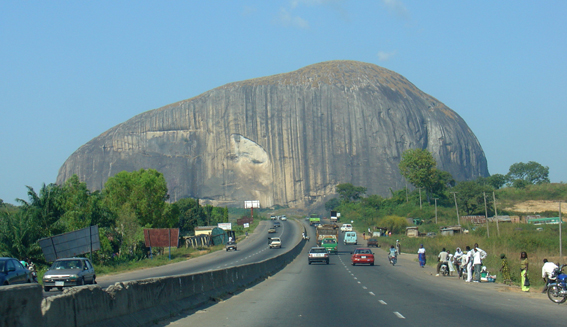
صخرة زوما في نيجيريا، وهي تداخل ضخم ومتماسك تقريبًا من الغابرو والغرانوديوريت.

نسيج مستوي الحبيبات أو بورفيري (كبير الحبيبات)، مجتمع معاً في نفس الصخرة على الأغلب. وغالباً ما يكون أوفيتي (اختراقي) مما يعني أن بلورات فلسبار البلاجيوكلاز الفاتحة الطويلة تغلفها بلورات بيروكسين (أوجيت) داكنة.

### التشكيل
متداخل: صخور حبيسة، لوبوليثات (تدخلات متوافقة)، سدود، قواطع، جذوع، شواخص، بالإضافة إلى صخور حبيسة في الغرانيت.

### البنية
التورق والصخور الحبيسة شائعان، وكثيراً ما يكوّن طبقات متعاقبة توجد فيها المعادن الفاتحة أكثر أعلى الطبقات، والداكنة أكثر أسفل الطبقات.

### اللون
أسود أو أبيض أو رمادي، وأحياناً يكون لونه ضارب إلى الأخضر أو الأزرق الداكن.

### التركيب
سيليكا (58% في المعدل)، ألومينيا (17%)، أكاسيد الكالسيوم والصوديوم (10,5%)، أكاسيد الحديد والمغنيسيوم (11%)، أكاسيد البوتاسيوم (2%).

### المعادن
فلسبار البلاجيوكلاز (لابرادوريت أوبيتونيت)؛ بيروكسين (أوجيت)؛ أوليفين؛ كميات قليلة من الأمفيبول (هورنبلند)  ميكا البيوتيت؛  كميات ضئيلة من كوارتز وفلسبار قلوي (سانيدين).
معادن إضافية: ماغنيتيت، أباتيت، إلمينيت، بيكوتيت، غارِنت.
بلورات بارزة (ظاهرة): فلسبار البلاجيوكلاز، هورنبلند.

## الاستخدامات
الغابرو هو صخر شديد المتانة، مما يجعله مثاليًا للاستخدام في فرش السكك الحديدية بالحصى وفي رصف الطرق. ومع ذلك، يعتبر من أقل الصخور النارية المتداخلة جذبًا من الناحية الجمالية، لذا فإن استخدامه كحجر زينة أقل شيوعًا مقارنةً بالغرانيت أو السايينيت. رغم ذلك، يُعد الغابرو المصدر الأساسي والمهم لمعادن النيكل والكروم والبلاتين.
أما الغابرو المصقول، فهو يُستخدم في بعض الحالات النادرة، حيث يتم قطعه وصقله لاستخدامه كحجر زينة.

## أماكن التواجد الملحوظة
- شتلاند، سكاي، روم، أبردين، آرغيل- اسكتلندا
- بمبروك- ويلز؛ لايك دستركت، ليزارد (كورنوال)- إنكلترا
- سكيرغارد- غرينلاند؛ بيرغن- النرويج
- أودنفالد، هارتز، الغابة السوداء- ألمانيا
- فاللس- سويسرا
- مجمع بوشفيلد- جنوب أفريقيا
- جمبرلينا، وينديمورا- غربي أستراليا؛ شرقي كندا
- بلتيمور- ماريلاند؛ بيكسكيل- نيويورك
- ستلووتر- مونتانا؛ دولوث- منيسوتا.